# 永施維爾

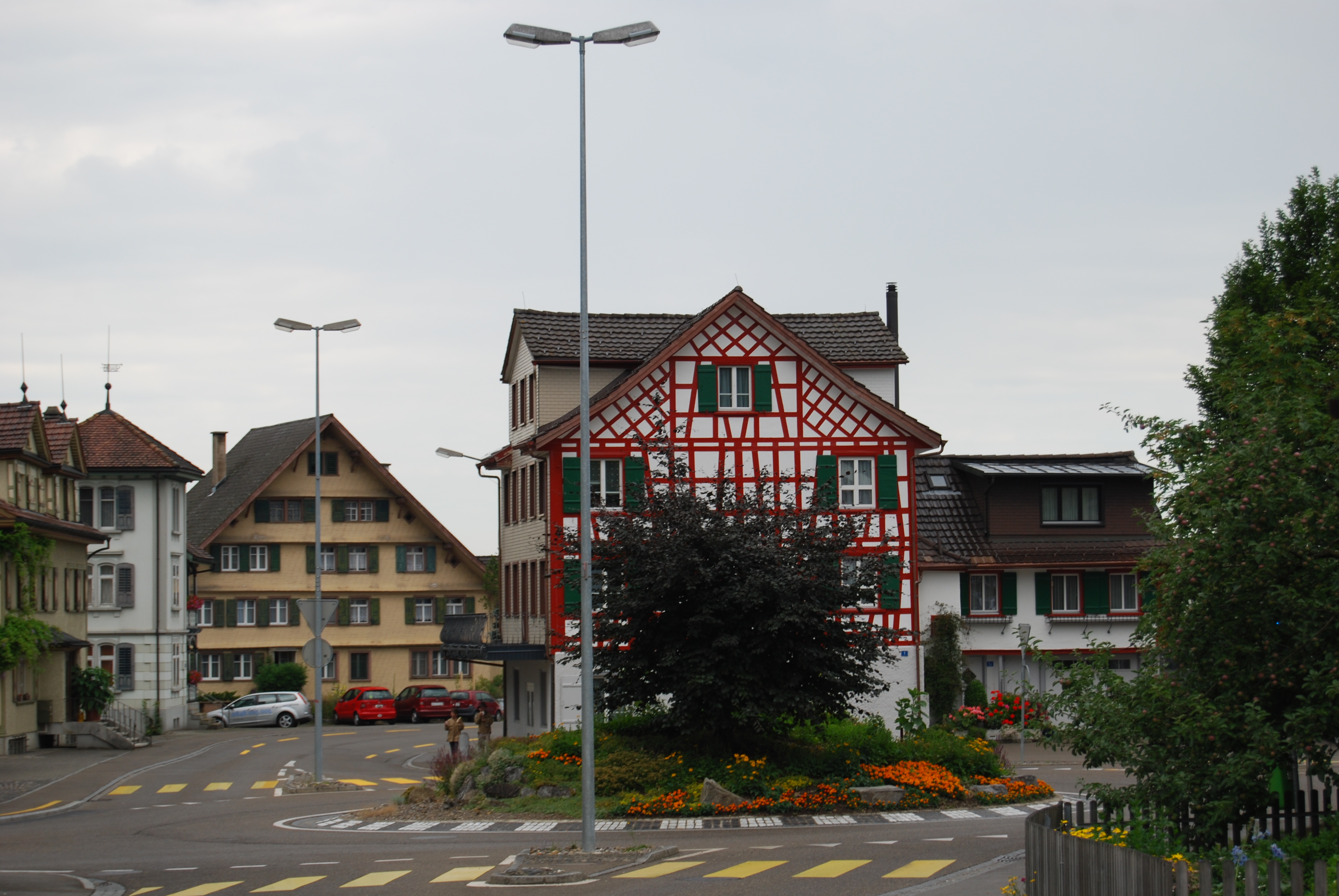

永施維爾是瑞士的城鎮，位於該國東北部，由聖加侖州負責管轄，面積11.01平方公里，海拔高度600米，2011年人口3,653，六成人口信奉羅馬天主教，人口密度每平方公里332人。

## 外部連結
- Official website （页面存档备份，存于） （德文）